# 1911年至1912年英格蘭足總盃
1911/12球季英格蘭足總盃（英語：FA Cup），是第41屆英格蘭足總盃，今屆賽事的冠軍是班士利，他們在決賽以1:0 (重賽、加時)擊敗西布朗，奪得冠軍。本屆賽事在水晶宮國家體育中心舉行。
重賽則安排在巴拉摩徑球場舉行。

## 外部連結
1. 英格蘭足總盃官網Archive-It的存檔，存档日期2012-04-24
2. 英格蘭足總盃 歷屆冠軍（页面存档备份，存于）